# Dirk Dasenbrock
Dirk Dasenbrock (* 10. September 1954 in Goldenstedt; † 17. Januar 2021 in Oldenburg) war ein deutscher Schriftsteller und Journalist.

## Leben
Dasenbrock wuchs in Goldenstedt, einem Dorf in Nordwestdeutschland, auf. Er studierte an der Universität Oldenburg, promovierte zum Doktor der Philosophie und lebte seit 1985 in Bremen. Er war Redakteur  der Oldenburgischen Volkszeitung.

## Werke

### Gedichtbände
- Aus der Savanne. Eiswasser 2002[4]
- Wiederkehr. Eiswasser 2004[5]
- Im Tumult. Weerts 2010[6]
- 23 Gedichte. Luba 2013[7]
- Lakune und Epitaph. Nachgelassene Gedichte. Geest-Verlag 2023

### Essays
- Schwachhausen – Architektonische Entdeckungen. Steintor 1988[8]
- Georg von der Vring – Vier Leben in Deutschland. Eiswasser 1997[9]
- Doctor Schein und Doctor Sinn – Ferdinand Hardekopf. In: Klaus Seehafer (Hrsg.): Dichter Denker Eigenbrötler. Leda 2003
- Nachklang 2007 (Über Joseph von Eichendorff). In: Falko Weerts (Hrsg.): Tiefland. Weerts 2007

### Editionen
- Stadt – Land – Weser – Fluss. Steintor 1986.[10]
- Echte Blüten – Neue deutsche Naturlyrik. Eiswasser 1998.